# Elzab
Zakłady Urządzeń Komputerowych „ELZAB” Spółka Akcyjna – polskie przedsiębiorstwo, które od ponad 50 lat produkuje sprzęt elektroniczny na skalę przemysłową. Spółka jest jednym z głównych dostawców kas i drukarek fiskalnych w Polsce. Produkuje również kasy samoobsługowe, wagi elektroniczne, szuflady kasowe, sprawdzarki cen, drukarki etykiet, POS-y, oraz akcesoria do integracji systemów kasowych.
Spółka produkuje także ładowarki do samochodów elektrycznych pod marką ELZAB ECOPOWER oraz sterylizatory powietrza. W ofercie spółki znajdują się także panele fotowoltaiczne.
Produkty z logiem ELZAB sprzedawane są do ponad 20 krajów na całym świecie, m.in. na rynki europejskie, afrykańskie oraz Bliskiego Wschodu.
Korzenie spółki Elzab sięgają roku 1969, kiedy to powołany został w Zabrzu oddział zamiejscowy firmy Mera-Błonie. W roku 1971 przekształcił się on w Przedsiębiorstwo Doświadczalne Produkcji Urządzeń Peryferyjnych. W roku 1974 powstała z niego firma Mera-Elzab. W 1992 roku przedsiębiorstwo zostało przekształcone w jednoosobową spółkę akcyjną skarbu państwa pod nazwą Zakłady Urządzeń Komputerowych Elzab S.A. Rozpoczęło produkcję urządzeń fiskalnych. Akcje spółki są od roku 1998 notowane na Giełdzie Papierów Wartościowych w Warszawie.

## Historia

### Powstanie zakładu
1 sierpnia 1969 powstał w Zabrzu oddział Zakładu Doświadczalnego przy Zakładach Mechaniki Precyzyjnej „Błonie” z Warszawy. Oddział miał przygotować podstawy pod powstanie nowego przedsiębiorstwa, a następnie nadzorować roboty inwestycyjne w powstającym zakładzie. Zajmowano się szkoleniem i kompletowaniem kadry dla potrzeb przyszłego przedsiębiorstwa, ale przede wszystkim stopniowo uruchamiano produkcję detali i zespołów dziurkarki taśmy papierowej DT-102.
W 1970 r. na terenie zabrzańskiego osiedla „Helenka” rozpoczęła się budowa nowego zakładu.
1 października 1971 powołano do życia Przedsiębiorstwo Doświadczalne Produkcji Urządzeń Peryferyjnych – w pełni samodzielną jednostkę gospodarczą. Głównym zadaniem było wytwarzanie podzespołów do dziurkarek DT-102 dla przedsiębiorstwa „Błonie” oraz opanowanie nowych konstrukcji, technologii i zorganizowanie własnej produkcji dziurkarek.
W lipcu 1972 r. zakończono budowę nowej siedziby przedsiębiorstwa. Do grudnia 1973 r. trwał okres dochodzenia do projektowanej zdolności produkcyjnej. 1 stycznia 1974 nastąpiło przekształcenie Przedsiębiorstwa Doświadczalnego w Zakłady Urządzeń Komputerowych „Mera-Elzab”.

### Pierwszy okres działalności
Mera-Elzab kojarzona była w tym okresie z produkcją perforatorów – urządzeń wejścia-wyjścia służących do przetwarzania impulsów elektrycznych na odpowiednie kombinacje otworów na taśmie papierowej. Konstrukcja ta była stosowana jako urządzenie wyjściowe EMC lub w torze transmisji danych.
W dziedzinie dziurkarek taśmy papierowej i jednostek sterujących Mera-Elzab stał się znaczącym producentem w krajach RWPG. Najbardziej popularne modele tych urządzeń to oznaczone symbolami DT-105 i DT-105S oraz zestaw dziurkarka-czytnik SPTP3.
Rozszerzeniu zdolności produkcyjnych służyło nawiązanie współpracy w 1972 z niemiecką firmą „Anker” w wyniku której rozpoczęto produkcję maszyny frankującej do automatycznego stemplowania przesyłek (m.in. frankoptyp z napędem ręcznym Junior 100, z napędem elektrycznym Junior 200).
W momencie powołania i budowy zakładów zakładano, że głównym produktem będą wyroby o przewadze mechaniki precyzyjnej. Kiedy okazało się, że możliwości zakładu i potrzeby rynku sięgają dalej dokonano przeprofilowania produkcji na urządzenia peryferyjne komputerów z przewagą elektroniki. Miało to miejsce w latach 1972–1974. Typowym elektronicznym produktem firmy był kalkulator inżynierski MERA-203 (kalkulator zmiennoprzecinkowy do obliczeń naukowo-badawczych), opracowany przez Zespół Konstrukcji Kalkulatorów Instytutu Maszyn Matematycznych w Zabrzu.

### Produkcja monitorów ekranowych
W latach 1976–1977 zakupiono licencję szwedzkiej firmy Stansaab Elektronik AB, na podstawie której rozpoczęto produkcję systemów monitorów ekranowych serii MERA 7900.
W tym czasie zakład posiadał unikatowy w skali kraju park maszynowy pozwalający na produkowanie podzespołów mechanicznych i detali do wszystkich wyrobów (obróbka, wiórowa, plastyczna, cieplno-mechaniczna) – szwajcarskie prasy RASKIN, niemieckie frezarki sterowane numerycznie, piece hartownicze, tokarki, obrabiarki. Po uruchomieniu produkcji systemów monitorowych zakład wyposażono w specjalistyczne urządzenia technologiczne m.in. powstała nowoczesna lakiernia kineskopów.
Pierwsze monitory współpracowały z komputerami IBM i RIAD (MERA 7900) w konfiguracji zdalnej i lokalnej. Oferowały dobór koloru ekranu, regulację natężenia światła, a ich wyposażenie stanowiły oddzielne klawiatury.
Kolejne generacje monitorów współpracowały z systemami UNIVAC, Siemens (MERA 7950 S), ICL, IBM, Odra (MERA 7800), SM.
Najliczniejszą grupę wyrobów stanowiły monitory ekranowe wolnostojące. Pierwszym modelem była MERA-7952 przeznaczona dla systemów minikomputerowych. Największą popularność na rynku zdobył terminal MERA-7953 (funkcjonalnie odpowiadający ówczesnemu standardowi – VT52 firmy DEC).
Następnie pojawiły się w ofercie monitory semigraficzne (MERA 7955) z wyświetlaniem w kolorze, sterowane znakowo i inteligentne terminale z reżimem graficznym, a następnie monitory kolorowe, graficzne.
Zakłady bardzo szybko przeszły od produkcji pojedynczych monitorów do systemów monitorowych. Jednym z przykładów była MERA 7911 D – stacja monitorowa do półautomatycznego sporządzania raportów dyspozytorskich.
W krótkim czasie od uruchomienia produkcji monitorów we wszystkich krajach RWPG pracowały urządzenia marki „Elzab-Mera” – w sumie eksportowano połowę produkcji (w tym także do tzw. „krajów II obszaru płatniczego”).
Również niektóre modele perforatorów (DT-105) czy stacja przygotowania danych na taśmie papierowej SPTP-3 dla systemów minikomputerowych SM, zdominowały rynki RWPG.
Oprócz podstawowej oferty – urządzeń do taśmy papierowej, monitorów ekranowych i systemów monitorowych, kalkulatorów programowalnych i systemów kalkulatorowych – firma prowadziła także serwis techniczny i szkolenia użytkowników, a także usługi kooperacyjne i obliczeniowe na własnej EMC.
W roku 1978 w zakładzie zaprojektowano konsolę GEM-1, stanowiącą wariację na temat Ponga. Zbudowano kilkanaście egzemplarzy urządzenia, po czym kierownictwo zakładu oświadczyło zamiar koncentrowania się na produkcji poważnego sprzętu informatycznego. Egzemplarze prototypowe uległy zniszczeniu, zachowana teczka dokumentacji technicznej znajduje się w katowickim Muzeum Historii Komputerów i Informatyki. W ramach kontrolerów zamierzono wykorzystać joysticki, umożliwiając czterokierunkowe sterowanie.
Rozwój firmy zastopował w poważnym stopniu pożar, który 13.04.1983 r. zniszczył znaczną część hali produkcyjnej i magazyn wyrobów gotowych (w sumie straty oceniono na 211 mln złotych co stanowiło ok. 10% majątku trwałego firmy). Nie zawieszono jednak działalności zakładu. Natychmiast skompletowano i odtworzono park maszynowy, aby w szybkim tempie nadrobić opóźnienia produkcyjne. Osiem miesięcy po pożarze produkcja powróciła do odbudowanej hali.

### Nowe możliwości technologii informatycznych lat osiemdziesiątych
Prace nad kolejnym systemem monitorów oraz klawiaturą RTDS-8 (był to system wspomagający uruchamianie systemów mikroprocesorowych 8-bitowych) stały się bezpośrednim impulsem do skonstruowania pierwszego polskiego komputera personalnego o nazwie Meritum. Rozwiązanie oparte było na mikroprocesorze U880D, pamięci operacyjnej o pojemności 48 kB, pamięci stałej 8 kB, pamięci obrazu 1 kB.
W 1983 r. na Międzynarodowych Targach Poznańskich został po raz pierwszy zaprezentowany komputer osobisty Meritum I.
W 1985 r. uruchomiono produkcję mikrokomputera profesjonalnego ComPAN-8 oraz udoskonaloną wersję komputera osobistego – Meritum II.
W 1987 r. wybudowano halę produkcji urządzeń elektronicznych, z jednym z najnowocześniejszych w ówczesnym okresie w skali RWPG, wydziałem montażu elektronicznego.

### Najnowsza historia
Zmiany polityczno-gospodarcze w Polsce, które zapoczątkowały wybory w 1989 r., w ciągu kilku lat zmiotły z gospodarczego krajobrazu większość przedsiębiorstw dawnego Zjednoczenia MERA. z wyjątkiem Elzab-Mera. Okupione to było ogromnym wysiłkiem organizacyjnym i wieloma zmianami. W latach 1991–1992 nastąpił drastyczny spadek eksportu do krajów RWPG, które wcześniej były odbiorcą ponad 90% produkcji (najważniejszym odbiorcą był oczywiście ZSRR). Stopniowo rosła zagraniczna konkurencja na rynku polskim. W sytuacji zagrożenia bytu firmy postawiono na restrukturyzację – w 1992 r. nastąpiła zmiana prawna i narodziły się obecne Zakłady Urządzeń Komputerowych Elzab SA, jednoosobowa spółka skarbu państwa.
W tym okresie rozpoczęto prace nad zupełnie nowym wyrobem – na zamówienie partnera zagranicznego powstawała pierwsza kasa komputerowa, urządzenie adresowane do handlu. Wejście w 1993 r. ustawy o VAT, zastało Elzab na etapie zaawansowanych prac nad tym projektem. Pojawiła się wówczas szansa na uratowanie i rozwój zakładu, którą wykorzystano dokonując szybkiej adaptacji urządzenia na rynek krajowy.
W 1997 r. Elzab SA znalazł się w Grupie kapitałowej Relpol (odkupienie akcji).
W 1998 r. akcje Elzab SA zadebiutowały na Warszawskiej Giełdzie Papierów Wartościowych.
W latach 2000–2007 właścicielem większościowym akcji Elzab była Grupa MWCR (Włochy).
W 2004 odbyła się publiczna subskrypcja akcji Serii D.
W 2007 r. akcje Elzab nabyła od MWCR polska Grupa kapitałowa BBI Capital.
W 2008 r. nastąpiła sprzedaż części akcji posiadanych przez BBI Capital na rzecz spółek Exorigo i UPOS System.
Od 2011 r. właścicielem większościowego pakietu akcji jest COMP SA.
Elzab jest jednym z liderów rynku fiskalnego w Polsce, wiodącym dostawcą kas i drukarek fiskalnych. Spółka produkuje również wagi elektroniczne, szuflady kasowe, sprawdzarki cen, drukarki etykiet oraz akcesoria do integracji systemów kasowych.